# 泛欧认同
泛欧认同（英語：Pan-European identity）或泛欧身份、泛欧身份认同，是在政治或文化意义上，对欧洲的个人认同感，这个概念常置于欧洲一体化的语境之下。历史上这个概念常和假想性主张联系在一起。但到了二十世纪九十年代欧洲联盟成立后，就和关于聯邦歐洲计划的落实产生了讨论上的关联。

## 发展
泛歐主義（英語：Pan-Europeanism）是指視歐洲為一個整體的觀點。1920年代理察·尼古拉斯·馮·康登霍維-凱勒奇，建立國際泛歐聯盟的主张依据了泛欧主义。